# (2389) Dibaj
(2389) Dibaj est un astéroïde de la ceinture principale.

## Description
(2389) Dibaj est un astéroïde de la ceinture principale. Il fut découvert le 19 août 1977 à Naoutchnyï par Nikolaï Tchernykh. Il présente une orbite caractérisée par un demi-grand axe de 2,44 UA, une excentricité de 0,23 et une inclinaison de 7,8° par rapport à l'écliptique.

## Compléments